# Équipe du Japon féminine espoir de kayak-polo
L'équipe du Japon féminine espoir de kayak-polo est l'équipe féminine espoir qui représente le Japon dans les compétitions majeures de kayak-polo.
Elle est constituée par une sélection des meilleures joueuses japonaises âgées de moins de 21 ans.